# New.net
New.net es un programa de ordenador gratuito, cuya finalidad teórica era proveer acceso a una serie de dominios al margen del oficial del ICANN, simultáneamente recoger los datos sobre hábitos de uso del computador del usuario tales como tiempo de uso programas instalados, páginas web visitadas e insertar publicidad en el navegador.

## Funcionalidad
De acuerdo con New.net Inc, la compañía creadora del software, su finalidad era crear un sistema de dominios no controlado por el ICANNel cual es criticado desde diversas organizaciones por el monopolio del control de TDLs. El ICANN desde 1998 con sede en Los Ángeles , EE. UU., es quien regula de manera exclusiva los dominios de Internet utilizados más comúnmente. Este sistema ofrecía TLDs virtuales no existentes con el ICANN en aquellas fechas como .hola, .xxx o .amor, como alternativa a los .COM, .NET, .ORG, etc., y los dominios nacionales (.AR, .ES, .MX, .UK...). Estos nuevos son vendidos y administrados por New.net.
New.net añadía una barra de herramientas al navegador, y se registra como LSP (Layered Service Provider), de tal forma que pudiera ir leyendo todas las peticiones de DNS que se produzcan e interpretarlas hacia los servidores de New.net y posteriormente retornar el contenido de los dominios de ICANN o como los suyos propios. De esta forma, permite el empleo de nuevas extensiones de dominios, como .SHOP, .XXX, .TRAVEL, etc.
El conflicto reside en que actualmente, el ICANN en el 2009 liberalizo los dominios de primer nivel, lo que no sólo haría inútil a New.net, sino que podría causar problemas a sus usuarios al aparecer dominios ICANN con nombres que coincidieran con los ya existentes en New.net.

## Distribución
Este software puede instalarse de varias formas:
- Descargándolo de la web del fabricante.
- Instalándolo como parte de la instalación de otra aplicación que lo incluya y con la que el fabricante haya llegado a acuerdos comerciales, como ocurre con varios programas P2P (Kazaa, eDonkey, varios salvapantallas, etc.).
- Que el PC haya sido infectado por algún tipo de malware que lo instale de forma solapada.

## Software malicioso
Actualmente NEW.NET tiene en curso demandas judiciales por infamia y marcar new.net como software malicioso New.net. Aun así es considerado por antivirus (como Panda Software, McAfee o Trend Micro) y antispyware (como Pest Patrol y Spy Catcher) como un software malicioso cuyo objetivo es espiar al usuario, y que infecta a las plataformas Windows 2003/XP/2000/NT/ME/98/95.
Como ocurre con la mayoría del malware, la mayoría de sus víctimas lo instalan sin saberlo como parte de un software que realmente sí quieren utilizar, pero que lo incluye (como los programas P2P ya mencionados).
New.net utiliza su registro como LSP (Layered Service Provider) para recoger datos del usuario y su conexión a Internet, como sus hábitos de uso de Internet, páginas visitadas, datos de la conexión telefónica, inventario de las aplicaciones instaladas en el equipo, etc.

### Demandas judiciales
En 2003 New.net demandó a Lavasoft, fabricante del software antispyware AdAware, por libelo y falsa publicidad, debido a la capacidad de AdAware de detectar y facilitar a sus usuarios eliminar fácilmente el software de New.net. El juez desestimó parte de las alegaciones de New.net y, finalmente, en junio de 2005, la demanda fue retirada de forma voluntaria. Es posible que la causa fuera que en agosto de 2004 Lavasoft retiró las firmas para New.net de su software, de tal forma que AdAware ya no pudiera detectarlo ni borrarlo. Las demandas continúan en lo que consideran víctimas de un monopolio.

### Síntomas visibles
- Añade una barra de herramientas al navegador Internet Explorer
- Se carga en la memoria como Nnrun.exe
- Aparece la carpeta NewDotNet en C:/Archivos de Programas/
- Permite al DNS el empleo de nuevos dominios.